# Râul Hodoș (Oțeni)
Râul Hodoș este un curs de apă, afluent al râului Târnava Mare în județul Harghita.  

## Hărți
- Harta județului Harghita